# THE ZOLGE
THE ZOLGE（ザ・ゾルゲ）は、日本のパンクバンド。1980年代から90年代前半にかけて活動した。

## 概要
1983年、HARUHIKO ASHを中心に、ギターのTAGO、ベースのHIDEKI（元ゾンビーズ）、ドラムスのIYOで結成され、新宿ACBホールでZETTON（ゼットン）としてデビュー。
ビジュアル系バンドの走りとも言える。
活動拠点は新宿LOFT。1988年12月24日、25日に行ったスペシャルGIGの2DAYSは両日共に立見客や会場に入れないファンが殺到したことでも有名である。
当時、HARUHIKO ASHは新宿ツバキハウスで行われていたイベント「LONDON NITE」で、元THE DEAD BOYS・THE LORDS OF THE NEW CHURCHのスティヴ・ベイターズ（en:Stiv Bators）と知り合い、1990年にパリでSTIVが自動車事故で死亡するまで交友関係が続く。STIV死亡の報を日本人として最初に聞いた。
翌1991年6月15日にクラブ・チッタ川崎で催された1周忌ライブイベント「THE BATORS A GO-GO」に出演。その模様は同年にBMGビクターよりVHSビデオでリリースされた（また、HARUHIKO ASHは冴島奈緒とのユニット、ボンデージツインズとしても出演している）。
ライブスタイルはスティヴ・ベイターズに極似しており、ルックスや衣装も彼自身かのようであった。
ライブやアルバム収録曲も、オリジナル曲とThe Lords of the New Churchのカバーで構成されていた。
HARUHIKO ASHは交友関係が広く、親交の深い森脇美喜夫がツアー先に訪れることもあった。
また、THE ZOLGEのローディは後にMALICE MIZERとしてメジャーデビューを果たしている。
メンバーはギターのTAGOが初期に脱退し、後任にTOSHIYA GRUE、さらにその後はTAKI（GAL's Atouchment、NICKEY & THE WARRIORS）が加入。しばらくしてドラムスのIYOが脱退、後任にREI SUICIDEが加入した。後期にはTAKIが脱退後にAKIが加入し、初期からのメンバーはボーカルのHARUHIKO ASHとベースのHIDEKIのみとなった。

## ディスコグラフィ

### シングル
1. Over Alive
2. Feel No Fear
3. My Guest Crisis
4. In A Target
5. Catholic Day (7'")
6. Catholic Day (12")
7. SONIC REDUCER

### アルバム
1. Crisis My Guest (1984年 Dogma Records DOG-6)
2. A PRAYER FOR THE DYING (1989年10月25日 キャプテンレコード GONG-6009-CD）
3. APOCALYPSE LOVE (1990年4月25日 キャプテンレコード GONG-6020-CD）

#### オムニバスアルバム
- Rebel Brain Factory (1985年 Captain Records – CAP-0012-L, R.B.F. Records – RBF-302)

#### ベストアルバム
- DEADLY SANCTUARY (1992年3月21日 エクスタシーレコード EXC-008)

#### カバーアルバム
- RUSSIAN ROULETTE (1990年11月15日　DTKレコード　DTK-0001) ※STIV BATORS追悼

### ライブVHS
- THE BATORS A GO-GO ～IN CLUB CITTA' KAWASAKI 6.15.1991～ (1991年10月2日 BMGビクター BVVR-20)

（THE ZOLGE、ROSENFELD、GYMNOPEDIA、赤と黒、Gilles de Rais、ボンデージ・ツインズ、及びセッションを収録）